# Spilosoma pellucida
Spilosoma pellucida är en fjärilsart som beskrevs av Rothschild 1910. Spilosoma pellucida ingår i släktet Spilosoma och familjen björnspinnare. Inga underarter finns listade i Catalogue of Life.

## Bildgalleri

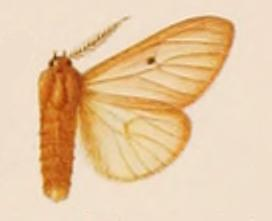